# Liste der Spielstätten für Fußball in Brandenburg

Logo vom Fußballverband Brandenburg

Die Liste der Spielstätten für Fußball in Brandenburg listet alle Fußballstadien oder -plätze in Brandenburg auf, bei den Männern diejenigen ab der Brandenburg-Liga, sowie besondere Spielstätten, bei den Frauen bis zur Saison 2012/13 jene der Brandenburg-Liga und ab der Saison 2013/14 jene der Landesliga Brandenburg.

## Erklärung
- Lage: Beschreibt die Lage des Fußballplatzes bzw. Stadions oder gibt die Koordinaten an.
- Name: Nennt den Namen des Fußballplatzes oder Stadions.
- Name des Vereins: Nennt die aktuellen Vereine, die die Anlage nutzen.
- Eröffnet: Nennt das Eröffnungsdatum des Fußballplatzes oder Stadions.
- Ausstattung: Nennt die Ausstattung des Fußballplatzes oder Stadions.
- Bild: Bild des Fußballplatzes oder Stadions.

## Liste der Spielstätten der Männer

### Prignitz/Ruppin
| Lage                            | Name                           | Name des Vereins                | Eröffnet       | Ausstattung                                                                     | Bild |
| ------------------------------- | ------------------------------ | ------------------------------- | -------------- | ------------------------------------------------------------------------------- | ---- |
| 52.851683333333 12.442083333333 | Sportplatz Neustadt Hauptplatz | SV Schwarz-Rot Neustadt (Dosse) |                | 1.100 Plätze, davon 200 unüberdachte Sitzplätze                                 |      |
| 52.945416666667 12.81575        | Volksparkstadion               | MSV Neuruppin                   | 26. April 1936 | 3.300 Plätze, davon 270 überdachte Sitzplätze, Torschilder, Flutlicht, Laufbahn |      |
| 53.013 11.7452                  | Ernst-Thälmann-Stadion         | FSV Veritas Wittenberge/Breese  | 1952           | 5.000 Plätze, davon etwa 100 überdachte Sitzplätze, Flutlicht, Laufbahn         |      |
|                                 | Sportplatz Kuckuck             | Prignitzer Kuckuck Kickers      |                | 2.000 Plätze                                                                    |      |

### Uckermark
| Lage                            | Name                  | Name des Vereins              | Eröffnet | Ausstattung                                                                                 | Bild |
| ------------------------------- | --------------------- | ----------------------------- | -------- | ------------------------------------------------------------------------------------------- | ---- |
| 53.300066666667 13.866616666667 | Uckerstadion          | SC Blau-Weiß Energie Prenzlau |          | Torschilder, Laufbahn                                                                       |      |
| 53.070283333333 14.2979         | Stadion Heinrichslust | FC Schwedt 02                 |          | 6.000 Plätze, davon 300 unüberdachte Sitzplätze, früher 8.000 Plätze, Torschilder, Laufbahn |      |

### Oberhavel/Barnim
| Lage                            | Name                                   | Name des Vereins           | Eröffnet | Ausstattung                                                                                            | Bild |
| ------------------------------- | -------------------------------------- | -------------------------- | -------- | --- | ---- |
| 52.848266666667 13.72515        | Sportplatz am Wasserturm Finow Platz 1 | FV Stahl Finow             |          | 2.500 Stehplätze, früher 6.000 Stehplätze, LED-Anzeige                                                 |      |
| 52.748433333333 13.257983333333 | Orafol Arena                           | Oranienburger FC Eintracht |          | |      |
| 52.838316666667 13.775683333333 | Westendstadion                         | FV Preussen Eberswalde     |          | 4.000 Plätze, davon ca. 200 überdachte Sitzplätze und 500 überdachte Stehplätze, Torschilder, Laufbahn |      |
| 52.628333333333 13.199066666667 | Sportpark Fontanestraße                | FC 98 Hennigsdorf          |          | |      |
| 53.040166666667 13.1877         | Sport- und Gemeindezentrum             | SV Altlüdersdorf           |          | 2.000 Stehplätze                                                                                       |      |
| 52.699933333333 13.174533333333 | Sportplatz Velten                      | SC Oberhavel Velten        |          | |      |
| 52.77525 13.23875               | Elgora-Stadion                         | TuS 1896 Sachsenhausen     |          | |      |
| 52.682966666667 13.576616666667 | Sportplatz am Wasserturm               | TSG Einheit Bernau         |          | |      |
| 52.68465 13.564133333333        | Sportplatz Bernau-Rehberge             | FSV Bernau                 |          | |      |
| 52.79175 13.490566666667        | Sportplatz an der Mühlenstraße         | SG Union Klosterfelde      |          | |      |

### Havelland
| Lage                            | Name                             | Name des Vereins                      | Eröffnet      | Ausstattung | Bild |
| ------------------------------- | -------------------------------- | ------------------------------------- | ------------- | --- | ---- |
| 52.59675 12.369766666667        | Stadion Vogelgesang              | FSV Optik Rathenow                    |               | 5.000 Plätze, davon 150 unüberdachte Sitzplätze, Laufbahn, Torschilder                                                               |      |
| 52.5595 13.044233333333         | Sportplatz Leistikowstraße       | SV Falkensee-Finkenkrug               |               | 1.000 Stehplätze |      |
| 52.41943 12.55287               | Werner-Seelenbinder-Sportplatz   | Brandenburger SC Süd 05               |               | 5.000 Plätze, davon 600 überdachte Sitzplätze                                                                                        |      |
| 52.41325 12.500916666667        | Stadion am Quenz                 | BSV Brandenburg, FC Stahl Brandenburg | 1955          | 15.500 Plätze, davon 3.000 überdachte Sitzplätze und 1.000 unüberdachte Sitzplätze, Torschilder, LED-Wand, Flutlicht, Laufbahn, Zaun |      |
| 52.399093 13.094777             | Karl-Liebknecht-Stadion          | SV Babelsberg 03                      | 10. Juli 1976 | 10.499 Plätze, davon 752 überdachte und 720 unüberdachte Sitzplätze, LCD-Anzeige, Flutlicht, Zaun                                    |      |
| 52.3886 13.11225                | Sportplatz Sandscholle           | SV Babelsberg 03 II                   |               | |      |
| 52.42397 12.98876               | Sportplatz Bornim                | SG Bornim                             |               | |      |
| 52.377633333333 13.133933333333 | Sternsportplatz Potsdam          | Fortuna Babelsberg                    |               | |      |
| 52.47143 12.84928               | Sportplatz Ketzin                | FSV 95 Ketzin/Falkenrehde             |               | |      |
| 52.3222 12.7591                 | Sportplatz Lehnin                | SV Kloster Lehnin                     |               | 1.000 Stehplätze |      |
| 52.38214 12.94052               | Arno-Franz-Sportplatz Werder     | Werderaner FC Viktoria 1920           |               | |      |
| 52.3907 13.19237                | Sportplatz Heinrich-Zille-Straße | RSV Eintracht 1949                    |               | |      |
| 52.5893 12.9951                 | Fichte-Sportplatz                | SV Grün-Weiß Brieselang               |               | |      |

### Dahme/Fläming
| Lage              | Name                        | Name des Vereins               | Eröffnet   | Ausstattung                                                         | Bild |
| ----------------- | --------------------------- | ------------------------------ | ---------- | ------------------------------------------------------------------- | ---- |
| 52.30785 13.26109 | Waldstadion Ludwigsfelde    | Ludwigsfelder FC               |            | 500 Plätze, davon 368 überdachte Sitzplätze, Laufbahn, Anzeigetafel |      |
| 52.10329 13.14833 | Werner-Seelenbinder-Stadion | FSV 63 Luckenwalde             | 14.07.2007 |                                                                     |      |
| 52.3598 13.5523   | HDS Arena Waltersdorf       | RSV Waltersdorf 09             |            |                                                                     |      |
| 52.3379 13.5979   | Sportplatz Miersdorf        | SC Eintracht Miersdorf/Zeuthen |            |                                                                     |      |

### Ostbrandenburg
| Lage                | Name                               | Name des Vereins                    | Eröffnet      | Ausstattung | Bild |
| ------------------- | ---------------------------------- | ----------------------------------- | ------------- | --- | ---- |
| 52.5075 14.1349     | Sportplatz am Wasserturm           | SG Müncheberg                       |               | 2.000 Plätze, davon 100 unüberdachte Sitzplätze                                                                                            |      |
|                     | Sportstätte an der Diehloer Straße | SG Aufbau Eisenhüttenstadt          |               | 2.000 Plätze, davon etwa 200 unüberdachte Sitzplätze, Laufbahn                                                                             |      |
| 52.332533 14.556134 | Stadion der Freundschaft           | 1. FC Frankfurt                     | 12. Juli 1953 | 12.000 Plätze, davon 100 überdachte und 5.000 unüberdachte Sitzplätze, früher 20.000, davon 12.000 unüberdachte Sitzplätze, Laufbahn, Zaun |      |
| 52.5239 13.748      | Sportplatz Fredersdorf             | TSG Rot-Weiß Fredersdorf/Vogelsdorf |               | 1.000 Stehplätze |      |
| 52.25923 14.42198   | Sportplatz Müllrose                | Müllroser SV 1898                   |               | 2.000 Plätze, davon 1.000 unüberdachte Sitzplätze, Flutlicht (nur zu Trainingszwecken)                                                     |      |
| 52.47475 13.70461   | Autoservice Müller ARENA           | SV Germania 90 Schöneiche           |               | 2.000 Stehplätze |      |
| 52.15642 14.62371   | Sportanlagen Waldstraße            | FC Eisenhüttenstadt                 | 1950          | 10.000 Plätzen |      |
| 52.36483 14.54328   | Sportanlage Mittelweg              | MSV Eintracht Frankfurt             |               | |      |
| 52.5842 13.8891     | Energiearena                       | FC Strausberg                       | 1978          | 4.500 Plätze, davon 500 unüberdachte Sitzplätze                                                                                            |      |
|                     | Sparkassenarena Stadt Seelow       | SV Victoria Seelow                  |               | |      |

### Südbrandenburg
| Lage              | Name                           | Name des Vereins                 | Eröffnet | Ausstattung | Bild |
| ----------------- | ------------------------------ | -------------------------------- | -------- | --- | ---- |
| 51.4381 13.2142   | Sportplatz Mühlberg            | SV Empor Mühlberg                |          | 2.000 Stehplätze, Laufbahn                                                                                        |      |
| 51.7876 14.0915   | Sportplatz Stradower Weg       | SpVgg. Blau-Weiß 90 Vetschau     |          | |      |
| 51.85763 13.95306 | Spreewaldstadion               | TSG Lübbenau 63                  |          | 3.000 Stehplätze, früher 15.000 Plätze, Laufbahn                                                                  |      |
| 51.4999 13.9748   | Elsterkampfbahn                | FSV Glückauf Brieske-Senftenberg | 1935     | 6.000 Plätze, davon 100 unüberdachte Sitzplätze und 2.000 überdachte Stehplätze, früher 8.000 Plätze, Torschilder |      |
| 51.71252 13.38493 | Sportzentrum Steigemühle       | TSV 1878 Schlieben               |          | |      |
| 51.37177 13.77203 | Thomas-Geipel-Sportzentrum     | SV Eintracht Ortrand             |          | |      |
| 51.9439 13.8811   | Sportstätte Völkerfreundschaft | Grün-Weiß Lübben                 | 1950     | 6.000 Stehplätze, Laufbahn, Flutlicht                                                                             |      |
| 51.4994 13.5703   | VfB-Sportgelände               | VfB Hohenleipisch 1912           |          | |      |

### Niederlausitz
| Lage                            | Name                      | Name des Vereins        | Eröffnet | Ausstattung   | Bild |
| ------------------------------- | ------------------------- | ----------------------- | -------- | ------------- | ---- |
| 51.61425 14.60209               | Sportanlage Jahnsportpark | SV Döbern               |          |               |      |
| 51.7609 14.3889                 | Sportanlage Dissenchen    | SV Dissenchen 04        |          |               |      |
| 51.751388888889 14.345555555556 | Stadion der Freundschaft  | Energie Cottbus         | 1930     | 22.528 Plätze |      |
| 51.987949 14.702574             | An der Baumschule         | Breesener SV Guben Nord |          |               |      |
| 51.8415 14.1373                 | F.-Ludwig-Jahn-Sportplatz | SG Burg                 |          |               |      |
| 51.673302 14.439199             | Sportplatz Laubsdorf      | SG Blau-Gelb Laubsdorf  |          |               |      |
| 51.7506 14.1492                 | Sportpark Krieschow       | VfB Krieschow           | 1921     | 2.000 Plätze  |      |

## Liste der Spielstätten der Frauen

### Prignitz/Ruppin
| Lage            | Name                   | Name des Vereins | Eröffnet | Ausstattung | Bild |
| --------------- | ---------------------- | ---------------- | -------- | ----------- | ---- |
| 52.8241 12.3997 | Sportplatz Sieversdorf | SG Sieversdorf   |          |             |      |

### Oberhavel/Barnim
| Lage              | Name                                            | Name des Vereins                                                                                         | Eröffnet | Ausstattung | Bild |
| ----------------- | ----------------------------------------------- | --- | -------- | ----------- | ---- |
| 52.7482 13.25853  | Kunstrasenplatz Oranienburger FC Eintracht 1901 | Oranienburger FC Eintracht                                                                               |          |             |      |
| 52.83594 13.76589 | Sportplatz Finowtal                             | Eberswalder SC, SV Medizin Eberswalde                                                                    |          |             |      |
| 52.7276 12.9637   | Sportplatz Flatow                               | SV Rot-Weiß Flatow                                                                                       |          |             |      |
| 52.7498 13.4457   | Sportplatz Wandlitz                             | SpG Ladeburg/Wandlitz Hauptverein → SV Blau-Weiß Ladeburg, SG Basdorf/Wandlitz Hauptverein → FSV Basdorf |          |             |      |
| 52.7055 13.585    | Sportplatz Ladeburg                             | SV Blau Weiß Ladeburg                                                                                    |          |             |      |
| 52.71666 13.26777 | Sportplatz Borgsdorf                            | FSV Forst Borgsdorf                                                                                      |          |             |      |

### Havelland
| Lage                     | Name                                  | Name des Vereins           | Eröffnet      | Ausstattung                                                                                       | Bild |
| ------------------------ | ------------------------------------- | -------------------------- | ------------- | ------------------------------------------------------------------------------------------------- | ---- |
| 51.90627 13.25227        | Sportplatz an der B 102               | SSV 1950 Nonnendorf,       |               |                                                                                                   |      |
| 52.41629 13.03495        | Sportplatz Potsdamer Kickers          | Potsdamer Kickers 94       |               |                                                                                                   |      |
| 52.42812 12.5566         | Sportplatz Brielower Brücke           | FC Borussia Brandenburg    |               |                                                                                                   |      |
| 52.60537 12.32311        | Sportplatz am Schwedendamm            | BSC Rathenow 1994          |               |                                                                                                   |      |
| 52.399093 13.094777      | Karl-Liebknecht-Stadion               | 1. FFC Turbine Potsdam     | 10. Juli 1976 | 10.499 Plätze, davon 752 überdachte und 720 unüberdachte Sitzplätze, LCD-Anzeige, Flutlicht, Zaun |      |
| 52.36454 13.10193        | Sportforum Potsdam Waldstadt/Schlaatz | 1. FFC Turbine Potsdam III |               |                                                                                                   |      |
|                          |                                       | 1. FFC Turbine Potsdam IV  |               |                                                                                                   |      |
| 52.41325 12.500916666667 | Stadion am Quenz                      | FC Stahl Brandenburg       |               |                                                                                                   |      |
| 52.39422 13.11971        | Sportplatz Rudolf-Breitscheid-Straße  | FSV Babelsberg 74          |               | 1.200 Stehplätze                                                                                  |      |
| 52.3886 13.11225         | Sportplatz Sandscholle                | SV Babelsberg 03 Frauen    |               |                                                                                                   |      |
| 52.2461 12.9665          | Stadion des Friedens                  | Blau-Weiß Beelitz          |               |                                                                                                   |      |

### Dahme/Fläming
| Lage                  | Name                    | Name des Vereins                                   | Eröffnet | Ausstattung | Bild |
| --------------------- | ----------------------- | -------------------------------------------------- | -------- | ----------- | ---- |
| 52.32644 13.38573     | Sportplatz Blankenfelde | BSC Preußen 07 Blankenfelde-Mahlow                 |          |             |      |
| 52.2885768 13.7910181 | Sportplatz Friedersdorf | Heideseer SV Fortuna, SV Fortuna Friedersdorf      |          |             |      |
| 52.3379 13.5979       | Sportplatz Miersdorf    | SC Eintracht Miersdorf/Zeuthen                     |          |             |      |
| 52.36766 13.70122     | Sportplatz Wernsdorf    | SpG Wernsdorf/Fürstenwalde                         |          |             |      |
| 52.2846 13.6747       | Stadion                 | SpG Senzig/Motzen Hauptverein → SG Südstern Senzig |          |             |      |

### Ostbrandenburg
| Lage              | Name                   | Name des Vereins                    | Eröffnet | Ausstattung                | Bild |
| ----------------- | ---------------------- | ----------------------------------- | -------- | -------------------------- | ---- |
| 52.5239 13.748    | Sportplatz Fredersdorf | TSG Rot-Weiß Fredersdorf/Vogelsdorf |          | 1.000 Stehplätze           |      |
| 52.36615 14.03286 | Friesenstadion         | FSV Union Fürstenwalde              |          | 2.000 Stehplätze, Laufbahn |      |
| 52.32517 14.55482 | BMW Platz 1            | Eintr.Frankfurt                     |          |                            |      |

### Südbrandenburg
| Lage              | Name                                    | Name des Vereins        | Eröffnet | Ausstattung | Bild |
| ----------------- | --------------------------------------- | ----------------------- | -------- | --- | ---- |
| 51.87404 13.69191 | Sportplatz Gießmannsdorf                | SG Gießmannsdorf        |          | |      |
| 51.68947 13.24166 | Werner-Seelenbinder-Sportplatz Herzberg | VfB Herzberg 68         |          | |      |
| 51.44306 13.36521 | Sportplatz Kröbeln                      | SG Kröbeln              |          | |      |
| 51.4999 13.9748   | Elsterkampfbahn                         | FSV Brieske-Senftenberg | 1935     | 6.000 Plätze, davon 100 unüberdachte Sitzplätze und 2.000 überdachte Stehplätze, früher 8.000 Plätze, Torschilder |      |

### Niederlausitz
| Lage              | Name                  | Name des Vereins   | Eröffnet | Ausstattung | Bild |
| ----------------- | --------------------- | ------------------ | -------- | ----------- | ---- |
| 51.72331 14.35736 | Sportplatz Kiekebusch | FC Energie Cottbus |          |             |      |

## Besondere Spielstätten

### Oberhavel/Barnim
| Lage                    | Name                                                          | Name des Vereins | Eröffnet | Ausstattung                                            | Bild |
| ----------------------- | ------------------------------------------------------------- | ---------------- | -------- | ------------------------------------------------------ | ---- |
| 52.9206 13.726083333333 | Stadion am Werbellinsee auf dem Gelände des EJB Werbellinsees | Derzeit keine    |          | 4.000 Stehplätze, früher 20.000 Plätze, Laufbahn, Zaun |      |

### Havelland
| Lage                    | Name                       | Name des Vereins | Eröffnet | Ausstattung                                                                                       | Bild |
| ----------------------- | -------------------------- | ---------------- | -------- | ------------------------------------------------------------------------------------------------- | ---- |
| 52.3784 13.016333333333 | Stadion am Luftschiffhafen | Derzeit keine    |          | 14.000 Plätze, davon ca. 1.000 überdachte und 3.000 unüberdachte Sitzplätze, Video-Wand, Laufbahn |      |

### Niederlausitz
| Lage                            | Name                        | Name des Vereins                                                 | Eröffnet | Ausstattung                                                                         | Bild |
| ------------------------------- | --------------------------- | ---------------------------------------------------------------- | -------- | ----------------------------------------------------------------------------------- | ---- |
| 51.736944444444 14.641388888889 | Stadion am Wasserturm Forst | ESV Forst ehemalig u. a. BSG Fortschritt Forst, Vorwärts Cottbus | 1921     | Laufbahn, Zuschauerrekord: 14.000 (Finale Fußball-Landesklasse Brandenburg 1947/48) |      |

- Karte mit allen Koordinaten:
- OSM |
- WikiMap